# Hokaido
Hokaido (Hepburnovo prečrkovanje: Hokkaidō, japonsko 北海道, latinizirano: Hokkaidō izgovorjava [hokkaꜜidoː] (), dob. »Okrožje Severnega morja«}} je drugi največji japonski otok in obsega največjo in najsevernejšo prefekturo, ki sestavlja svojo regijo. Od otoka Honšu ga ločuje preliv Cugaru, vendar sta otoka povezana z železnico skozi predor Seikan. 
Največje mesto na Hokaidu je njegovo glavno mesto Saporo, ki je tudi njegovo edino mesto, določeno z odlokom. Sahalin leži približno 43 kilometrov severno od Hokaida, na vzhodu in severovzhodu pa so Kurilski otoki, ki jih upravlja Rusija, čeprav si štiri najjužnejše otoke lasti Japonska. Zaradi lege otoka na severnem koncu arhipelaga je podnebje hladnejše, saj na otoku vsako zimo zapade veliko snega. Kljub ostrejšemu podnebju služi kot kmetijska žitnica številnim pridelkom.
Hokaido je bil prej znan kot Ezo, Jezo, Jeso ali Jesso. Čeprav so japonski naseljenci vladali južni konici otoka od 16. stoletja, je bil Hokaido predvsem naseljen z ljudstvom Ainu. Leta 1869, po obnovi Meidži, je bil celoten otok priključen in nato koloniziran s strani Japonske in preimenovan v Hokaido. Zaradi tega so japonski naseljenci Ainu odvzeli njihovo zemljo in jih prisilili v asimilacijo. V 21. stoletju so Ainuji skoraj popolnoma asimilirani v japonsko družbo; posledično mnogi Japonci Ainujevskega porekla ne poznajo svoje dediščine in kulture.

## Zgodovina

### Zgodnja zgodovina
V obdobju Džomon sta na Hokaidu cvetela lokalna kultura in z njo povezan način življenja lovcev in nabiralcev, ki se je začel pred več kot 15.000 leti. V nasprotju z otokom Honšu Hokaidō v tem obdobju ni poznal konfliktov. Verovanje ljudstva Džomon v naravne duhove naj bi bilo izvor duhovnosti Ainu. Pred približno 2000 leti je otok koloniziralo ljudstvo Jajoi in velik del otoškega prebivalstva se je preusmeril od lova in nabiralništva k poljedelstvu.
Nihon Šoki, kronika dokončana leta 720 našega štetja, se pogosto imenuje prva omemba Hokaida v zgodovini. Po besedilu je Abe no Hirafu vodil veliko mornarico in vojsko na severna območja od leta 658 do 660 in prišel v stik z Mišihase in Emiši. Eden od krajev, kamor je šel Hirafu, se je imenoval Vatarišima (渡島), za katerega se pogosto verjame, da je današnji Hokaidō. Vendar pa obstaja veliko teorij o podrobnostih tega dogodka, vključno z lokacijo Vatarišima in splošnim prepričanjem, da so bili Emiši v Vatarišimi predniki današnjega ljudstva Ainu.
V obdobjih Nara in Heian (710–1185) so ljudje na Hokaidu trgovali s provinco Deva, postojanko japonske centralne vlade. Od fevdalnega obdobja so ljudje na Hokaidu začeli imenovati Ezo. Hokaidō je kasneje postal znan kot Ezoči (蝦夷地, dobesedno 'Ezo-dežela') ali Ezogašima (蝦夷ヶ島, dobesedno 'otok Ezo'). Ezo se je v glavnem zanašal na lov in ribolov ter pridobival riž in železo s trgovino z Japonci.

### Fevdalna Japonska
V obdobju Muromači (1336–1573) so Japonci ustanovili naselje na jugu polotoka Ošima z vrsto utrjenih rezidenc, kot je Šinoridate. Ko se je več ljudi preselilo v naselje, da bi se izognili bitkam, so nastali spori med Japonci in Aini. Spori so se sčasoma razvili v vojno. Takeda Nobuhiro (1431 – 1494) je ubil Ainujskega voditelja Košamaina in premagal opozicijo leta 1457. Nobuhirovi potomci so postali vladarji Matsumae-hana, ki je dobil izključne trgovske pravice z Ainuji v Azuči-Momojama in Obdobja Edo (1568–1868). Gospodarstvo družine Matsumae je temeljilo na trgovini z Ainuji, ki so imeli obsežno trgovsko mrežo. Matsumae so imeli oblast nad jugom Ezočija do konca obdobja Edo.
Vladavino klana Matsumae nad Ainu je treba razumeti v kontekstu širjenja japonske fevdalne države. Srednjeveški vojaški voditelji na severnem Honšuju (nekdanji severni Fudživara, klan Akita) so ohranili le šibke politične in kulturne vezi s cesarskim dvorom in njegovimi pooblaščenci, šogunatom Kamakura in šogunatom Ašikaga. Fevdalni veljaki so včasih določili svoje lastne vloge v srednjeveškem institucionalnem redu in prevzeli šogunske nazive, medtem ko so drugič prevzeli nazive, za katere se je zdelo, da jim dajejo nejaponsko identiteto. Pravzaprav so številni fevdalni veljaki izhajali iz emiških vojaških voditeljev, ki so bili asimilirani v japonsko družbo. Klan Matsumae je bil izvora Jamato kot drugi etnični Japonci, medtem ko so bili Emiši s severnega Honšuja posebna skupina, povezana z Ainuji. Emiši so bili osvojeni in vključeni v japonsko državo, ki sega v 8. stoletje, zaradi česar so začeli izgubljati svojo posebno kulturo in etnično pripadnost, ko so postali manjšine. V času, ko je Ainu vladal klan Matsumae, je bila večina Emišijev etnično mešanih in fizično bližje Japoncem kot Ainu. Iz tega teorija 'transformacije' predpostavlja, da so se domorodna ljudstva DŽōmon postopoma spremenila z vlivanjem priseljencev Jajoi v regijo Tōhoku na severnem Honšuju, v nasprotju s teorijo 'zamenjave', ki trdi, da so Džōmon nadomestili Jajoi.
Prišlo je do številnih uporov Ainujev proti fevdalni oblasti. Zadnji večji upor je bil Šakušajnov upor v letih 1669–1672. Leta 1789 je bilo manjše gibanje, znano kot upor Menaši-Kunašir, zatrto. Po tem uporu sta se izraza 'Japonci' in 'Ainu' nanašala na jasno ločene skupine, Matsumae pa so bili nedvoumno Japonci.
Po besedah Johna A. Harrisona z Univerze na Floridi je Japonska pred letom 1868 uporabljala bližino kot svoje zahteve po Hokaidu, Sahalinu in Kurilskih otokih; vendar pa Japonska ni nikoli temeljito raziskala, upravljala ali izkoriščala teh območij, to trditev pa je razveljavila premik Rusije na območje severovzhodnega Tihega oceana in ruske naselbine na Kamčatki (od leta 1699), Sahalinu (1850) in Ohotskem morju Obala (1640 dalje).
Pred obnovo Meidži leta 1868 je šogunat Tokugava spoznal potrebo po pripravi severne obrambe pred morebitno rusko invazijo in je v letih 1855-1858 prevzel nadzor nad večino Ezočija. Številni japonski naseljenci so Ainue imeli za »nečloveške in manjvredne potomce psov«. Tokugava je nepravilno vsiljeval različne asimilacijske programe Ainujem, ker je Tokugava dojemal grožnjo iz Rusije. Na primer, asimilacijski programi so bili izvedeni kot odgovor na domnevne grožnje iz Rusije, ki so vključevali Laxmanovo ekspedicijo leta 1793 in Golovninski incident leta 1804. Ko se je zdelo, da je ruska grožnja popustila, so bili do leta 1855 asimilacijski programi ustavljeni. Toda leta 1855, ko je bila podpisana pogodba iz Šimode, ki je določila meje med Ruskim carstvom in Japonsko Tokugava, je Tokugava znova videl Rusijo kot grožnjo japonski suverenosti nad Hokaidom in obnovil programe asimilacije Ainujev.

### Obdobje Meidži
Pred obdobjem Meidži se je otok imenoval Ezoči, kar lahko prevedemo kot »dežela barbarov« ali »dežela za ljudi, ki niso ubogali vlade«. Kmalu po Bošinski vojni leta 1868 je skupina Tokugava lojalisti, ki jih je vodil Enomoto Takeaki, začasno okupirala otok, vendar je bil upor poražen maja 1869. S kolonialnimi praksami je bil Ezoči priključen japonskemu ozemlju. Ezoči je bil nato pod nadzorom vlade prefekture Hakodate. Ob ustanovitvi razvojne komisije (開拓使, Kaitakuši) je vlada Meidži uvedla novo ime. Po letu 1869 je bil severni japonski otok znan kot Hokaidō, kar lahko prevedemo kot »severna morska pot« in ustanovljene so bile regionalne enote, vključno s provincami Ošima, Širibeši, Iburi, Išikari, Tešio, Kitami, Hidaka, Tokači, Kuširo, Nemuro in Čišima.
Pobuda za kolonizacijo Eza, ki je kasneje postal Hokaido, sega v leto 1869, ko so japonski zagovorniki trdili, da bo kolonizacija Eza služila kot strateška poteza za povečanje položaja in vpliva Japonske na svetovnem prizorišču, zlasti v pogajanjih z zahodnimi silami, zlasti Rusijo. Meidžijeva vlada je veliko vlagala v kolonizacijo Hokaida iz več razlogov. Prvič, želeli so uveljaviti svoj nadzor nad regijo kot blažilnik pred morebitnim ruskim napredovanjem. Drugič, pritegnili so jih bogati naravni viri Hokaida, vključno s premogom, lesom, ribami in rodovitno zemljo. Nazadnje, ker so zahodne sile na kolonialno ekspanzijo gledale kot na simbol prestiža, je Japonska na kolonizacijo Hokaida gledala kot na priložnost, da se zahodnim silam predstavi kot moderna in spoštovana država.
Glavni namen razvojne komisije je bil zavarovati Hokaidō, preden Rusi razširijo svoj nadzor nad Daljnim vzhodom onkraj Vladivostoka. Japonci se niso uspeli naseliti v notranjosti nižin otoka zaradi odpora domorodcev. Odpor je bil sčasoma uničen, nižine pa so bile pod nadzorom komisije. Najpomembnejši cilj Japoncev je bil povečati število prebivalstva na kmetijah in ustvariti ugodno okolje za izseljevanje in naseljevanje. Vendar pa Japonci niso imeli strokovnega znanja o sodobnih kmetijskih tehnikah in so imeli le primitivne metode rudarjenja in sečnje lesa. Kuroda Kijotaka je bil odgovoren za projekt in se je za pomoč obrnil na Združene države Amerike.
Njegov prvi korak je bil odpotovati v Združene države in zaposliti Horacea Caprona, komisarja za kmetijstvo predsednika Ulyssesa S. Granta. Od leta 1871 do 1873 je Capron svoja prizadevanja usmeril v razlago zahodnega kmetijstva in rudarstva, z mešanimi rezultati. Razočaran zaradi ovir pri njegovih prizadevanjih, se je Capron leta 1875 vrnil domov. Leta 1876 je prišel William S. Clark, da bi ustanovil kmetijsko fakulteto v Saporu. Čeprav je ostal le eno leto, je Clark pustil trajen vtis na Hokaidu, saj je Japonce navdihnil s svojimi nauki o kmetijstvu in krščanstvu. Njegove poslovilne besede »Fantje, bodite ambiciozni!« še danes lahko najdemo na javnih stavbah v Hokaidu. Prebivalstvo Hokaida se je v tem desetletju povečalo z 58.000 na 240.000.
Kuroda je Capron najel za 10.000 dolarjev na leto in plačal vse stroške, povezane z misijo. Kuroda in njegovo vlado so verjetno zanimale Capronove prejšnje kolonialne izkušnje, zlasti njegova vpletenost v prisilno odstranitev Indijancev iz Teksasa na nova ozemlja po mehiško-ameriški vojni. Capron je uvedel kapitalsko intenzivne kmetijske tehnike s sprejetjem ameriških metod in orodij, uvozom semen za zahodne pridelke in uvedbo evropskih pasem živine, ki je vključevala njegovo najljubše govedo North Devon. Ustanovil je poskusne kmetije na Hokaidu, izvajal raziskave za oceno nahajališč rudnin in kmetijskega potenciala ter se zavzemal za izboljšave dostopa do vode, mlinov in cest.
Kolonizacija Hokaida s strani Japoncev je bila organizirana in podprta s sodelovanjem med japonsko državo ter ameriškimi strokovnjaki in tehnologijo. Od 1870-ih do 1880-ih so si japonski voditelji prizadevali poseliti Hokaido s sistematičnim preseljevanjem nekdanjih samurajskih gospodarjev, samurajskih častnikov in navadnih državljanov, ki so vključevali kmete, ter jim zagotavljali 'brezplačno' zemljo in finančno pomoč. Ta preobrazba je bila olajšana s strokovnim znanjem ameriških svetovalcev, ki so uvedli različne tehnologije kolonizacije in spremenili Hokaido v deželo, primerno za japonske kapitalistične težnje.
Japonski voditelji so med svojimi diplomatskimi obiski v ZDA črpali navdih iz kolonializma ameriških naseljencev. Japonski kolonialni uradniki so se naseljenskih kolonialnih tehnik naučili od zahodnih imperialnih sil, zlasti od Združenih držav. To je vključevalo razglasitev velikih delov Hokaida za zemljo brez lastnika, kar je bila pretveza za odvzem lastnine ljudstvu Ainu. Japonska je leta 1869, leto po začetku obdobja Meidži, ustanovila Kolonizacijski odbor Hokaido, s ciljem spodbuditi japonske naseljence na Hokaido. Japonski naseljenci s celine so se začeli seliti na Hokaido, kar je vodilo v japonsko kolonizacijo otoka. Spodbujena s kapitalističnimi in industrijskimi cilji si je vlada Meidži nasilno prilastila rodovitno zemljo in z minerali bogata območja po celotnem Hokaidu, ne da bi upoštevala njihovo zgodovinsko prebivalstvo Ainu. Vlada Meidži je izvedla zasege zemljišč in sprejela zakone o lastništvu zemljišč, ki so bili naklonjeni japonskim naseljencem, s čimer je Ainu ljudem dejansko odvzela njihove običajne zemljiške pravice in tradicionalna sredstva za preživetje. Zakon o zaščiti nekdanjih staroselcev Hokaida iz leta 1899 je marginaliziral in osiromašil ljudstvo Ainu, zaradi česar so morali zapustiti svoje tradicionalne dežele in se preseliti v razgibana, gorata območja v središču otoka. Zakon je Ainu prepovedal ribolov in lov, ki sta bila njihov glavni vir preživetja. Ainu so cenili predvsem kot vir poceni fizičnega dela, diskriminatorna politika asimilacije pa je še bolj utrdila njihov občutek manjvrednosti ter poslabšala revščino in bolezni v skupnostih Ainu. Te politike so zaostrile diasporne trende med Ainuji, saj so mnogi iskali zaposlitev pri vladi ali zasebnih podjetjih, pogosto pa so zaslužili skromne plače, ki so komaj preživljale njihove družine.
Vlada Meidži se je lotila asimilacijskih kampanj, katerih cilj ni bil samo asimilacija Ainujev, temveč tudi popolno izkoreninjenje njihovega jezika in kulture. Prisiljeni so bili prevzeti japonska imena in jezik ter postopoma doživeli erozijo svoje kulture in tradicije. Ainujem je bilo prepovedano govoriti svoj jezik in so v šoli poučevali samo japonščino. Zaradi vsesplošne stigme so mnogi Ainuji prikrivali svojo dediščino. Glede na popoln politični nadzor države Meidži nad otokom, kasnejšo podjarmljenost njegovih domorodnih prebivalcev, agresivno ekonomsko izkoriščanje in ambiciozna prizadevanja za trajno naselitev, je Hokaido postal edina uspešna naseljenska kolonija na Japonskem.
Japonci so zgradili tri zapore in Hokaido spremenili v zaporni otok, kjer so politične zapornike zapirali in uporabljali kot zaporniško delo. Med otvoritveno slovesnostjo prvega zapora je bilo ime Ainu »Šibetsuputo« zamenjano z japonskim imenom »Cukigata«, kot poskus »japonizacije« geografije Hokaida. Drugi zapor so odprli v bližini rudnika premoga Hokutan Horonai, kjer so bili ljudje Ainu prisiljeni delati. Poceni zaporniška delovna sila je imela pomembno vlogo pri rudarjenju premoga in žvepla ter pri gradnji cest na Hokaidu. Sčasoma je delo obsojencev na Hokaidu zamenjalo več vrst najemniškega dela, korejsko delo, otroško delo in delo žensk. Delovne razmere so bile težke in nevarne. Prehod Japonske v kapitalizem je bil močno odvisen od rasti sektorja premogovništva na Hokaidu. Pomen premoga s Hokaida se je med prvo svetovno vojno povečal, rudniki pa so zahtevali veliko delavcev.

### Druga svetovna vojna
Sredi julija 1945 je različna ladijska pristanišča, mesta in vojaške objekte na Hokaidu napadla Task Force 38 ameriške mornarice. 14. in 15. julija so letala, ki so letela z letalonosilk te enote, potonila in poškodovala veliko število ladij v pristaniščih vzdolž južne obale Hokaida in na severnem Honšuju. Poleg tega je 15. julija sila treh bojnih ladij in dveh lahkih križark bombardirala mesto Muroran. Preden je bila japonska predaja formalizirana, se je Sovjetska zveza pripravljala na invazijo na Hokaidō, vendar je ameriški predsednik Harry Truman dal jasno vedeti, da bo general Douglas MacArthur v skladu s Kairsko deklaracijo iz leta 1943 sprejel predajo vseh japonskih matičnih otokov.

### Sedanjost
Hokaidō je postal enakopraven z drugimi prefekturami leta 1947, ko je začel veljati spremenjeni Zakon o lokalni avtonomiji. Japonska centralna vlada je leta 1949 ustanovila agencijo za razvoj Hokaida (北海道開発庁, Hokaidō Kaihacučō) kot agencijo urada predsednika vlade, da bi ohranila svojo izvršilno oblast na Hokaidu. Agencijo je leta 2001 prevzelo Ministrstvo za zemljišče, infrastrukturo in promet. Hokaidski urad (北海道局, Hokkaidō-kyoku) in Hokaidski regionalni razvojni urad (北海道開発局, Hokkaido Kaihatsukyoku) ministrstva imata še vedno močan vpliv na projekti javne gradnje na Hokaidu.

## Geografija
Otok Hokaidō je na severu Japonske, blizu Rusije (Sahalinska oblast). Ima obale ob Japonskem morju (zahodno od otoka), Ohotskem morju (na severu) in Tihem oceanu (na vzhodu). Središče otoka je gorato, z vulkanskimi planotami. Hokaidō ima več nižin, kot so nižina Ishikari 3800 km², nižina Tokači 3600 km², nižina Kuširo 2510 km² (največje mokrišče na Japonskem) in nižina Sarobecu 200 km². Hokaidō meri 83.423,84 km², zaradi česar je drugi največji japonski otok.
Preliv Cugaru ločuje Hokaidō od Honšuja (prefektura Aomori); preliv La Pérouse ločuje Hokaidō od otoka Sahalin v Rusiji; preliv Nemuro ločuje Hokaidō od otoka Kunašir v ruskih Kurilskih otokih.
Vladna jurisdikcija Hokaidō vključuje več manjših otokov, vključno z Riširi, Okuširi in Rebun. (Po japonskem štetju Hokaidō vključuje tudi več Kurilskih otokov.) Prefektura Hokaidō je največja in najsevernejša japonska prefektura. Otok je po površini na 21. mestu na svetu.
- Jezero Tōja, vulkansko kaldersko jezero
- Pogled na Hokaido z Mednarodne vesoljske postaje
- Jezera Širetoko Goko v mestu Šari, podprefektura Okhotsk, Hokaidō
- Tok Ojašio trči s tokom Kurošio ob obali Hokaida

### Geološka dejavnost
Kot številna območja na Japonskem je tudi Hokaidō potresno aktiven. Poleg številnih potresov se naslednji vulkani štejejo za še vedno aktivne (vsaj en izbruh od leta 1850):
- Hokaido Koma-ga-take
- Gora Usu in Šōva-šinzan
- Gora Tarumae
- Gora Tokači
- Gora Meakan

Leta 1993 je potres z magnitudo 7,7 povzročil cunami, ki je opustošil Okuširi in ubil 202 prebivalca. Potres z magnitudo 8,3 je prizadel otok 26. septembra 2003. 6. septembra 2018 je potres z magnitudo 6,6 prizadel z epicentrom blizu mesta Tomakomai, kar je povzročilo izpad električne energije po celem otoku.
16. maja 2021 je japonsko prefekturo Hokaidō prizadel potres z močjo 6,1 stopnje po Richterjevi lestvici.

### Podnebje
Kot najhladnejša japonska regija ima Hokaidō relativno hladna poletja in ledene/snežene zime. Večina otoka spada v cono vlažnega celinskega podnebja s Köppnovo podnebno klasifikacijo Dfb (hemiborealno) na večini območij, vendar Dfa (vroče poletno vlažno celinsko) v nekaterih celinskih nižinah. Povprečna avgustovska temperatura se giblje od 17 do 22 °C, medtem ko se povprečna januarska temperatura giblje od –12 do –4 °C, v obeh primerih odvisno od nadmorske višine in oddaljenosti od oceana, čeprav so temperature na zahodni strani otoka nekoliko toplejše kot na vzhodni. Najvišja kdaj koli zabeležena temperatura je 26. maja 2019 znašala 39,5 °C.
Severni del Hokaida spada v biom tajge s precejšnjim sneženjem. Snežne padavine se zelo razlikujejo od celo 11 metrov na gorah ob Japonskem morju do približno 1,8 metra na pacifiški obali. Na otoku so po navadi posamezne snežne nevihte, ki tvorijo dolgotrajne snežne zamete. Skupna količina padavin se giblje od 1600 milimetrov na gorah ob obali Japonskega morja do okoli 800 milimetrov (najmanj na Japonskem) na obali Ohotskega morja in v notranjosti nižin in do okoli 1100 milimetrov na pacifiški strani. Zaradi na splošno visoke kakovosti snega in številnih gora je Hokaidō priljubljena regija za snežne športe. Sneženje običajno začne resno padati novembra in smučišča (kot so tista v Niseko, Furano, Teine in Rusucu) običajno obratujejo med decembrom in aprilom. Hokaidō praznuje svoje zimsko vreme na snežnem festivalu v Saporu.
Pozimi je prehod skozi Ohotsko morje pogosto otežen zaradi velikih naplavin plavajočega ledu. V kombinaciji z močnimi vetrovi, ki se pojavljajo pozimi, to pogosto povzroči zaustavitev zračnega prometa in pomorskih dejavnosti zunaj severne obale Hokaida. Pristanišča na odprtem Tihem oceanu in Japonskem morju so na splošno vse leto brez ledu, čeprav večina rek pozimi zamrzne.
Za razliko od drugih večjih japonskih otokov Hokaidō običajno ni pod vplivom deževne sezone od junija do julija, zaradi relativnega pomanjkanja vlage in običajno toplega, namesto vročega poletnega vremena pa je podnebje privlačno za turiste iz drugih delov Japonske.

## Prebivalstvo
Hokaidō je na tretjem mestu po prebivalstvu med petimi glavnimi Japonskimi otoki, s 5.111.691 prebivalci od leta 2023. Ima najnižjo gostoto prebivalstva na Japonskem s samo 61 prebivalci na kvadratni kilometer(2023). Hokaidō je po številu prebivalcev na 21. mestu med svetovnimi otoki. Večja mesta vključujejo Saporo in Asahikavo v osrednji regiji ter pristanišče Hakodate, ki gleda na Honšu na jugu. Saporo je največje mesto Hokaida in 5. največje na Japonskem. Na dan 31. julija 2023 je imelo 1.959.750 prebivalcev in gostoto prebivalstva 1.748/km².

## Flora in favna
Na otoku najdemo tri populacije ussurijskega rjavega medveda (Ursus arctos lasiotus). Na Hokaidu je več rjavih medvedov kot kjerkoli drugje v Aziji razen v Rusiji. Rjavi medved Hokkaidō je razdeljen na tri različne linije. Na svetu je le osem linij. Tisti na Honšuju so že zdavnaj izumrli.
Domača vrsta iglavcev na severnem Hokaidu je sahalinska jelka (Abies sachalinensis). Na otoku najdemo tudi cvetočo rastlino Hydrangea hirta - koprivna hortenzija.

## Parki
| Narodni park Širetoko*             | 知床             |
| Narodni park Akan Mašu             | 阿寒             |
| Narodni park Kuširo-šicugen        | 釧路湿原         |
| Narodni park Daisecuzan            | 大雪山           |
| Narodni park Šikocu-Tōja           | 支笏洞爺         |
| Narodni park Riširi-Rebun-Sarobecu | 利尻礼文サロベツ |

{{smaller|* Unesco ga je dne 14. 7. 2005 razglasil za območje svetovne dediščine
| Kvazi-narodni park Abaširi                     | 網走               |
| Kvazi-narodni park Hidaka-sanmjaku Erimo       | 日高山脈襟裳       |
| Kvazi-narodni park Niseko-Šakotan-Otaru Kaigan | ニセコ積丹小樽海岸 |
| Kvazi-narodni park Ōnuma                       | 大沼               |
| Kvazi-narodni park Šokanbecu-Teuri-Jagiširi    | 暑寒別天売焼尻     |

Dvanajst prefekturnih naravnih parkov (道立自然公園) pokriva 146.802 ha, kar je največje območje med vsemi prefekturami.
- Pregled mokrišča Kuširo
- Jezero Akan in gora Meakan
- Pogled na jezero Mašū
- Jezero Šikocu
- Sōunkjō, soteska v vulkanskem območju Daisecu-zan

## Večja mesta in kraji
Največje mesto Hokaida je glavno mesto Saporo, ki je imenovano mesto. Otok ima dve glavni mesti: Hakodate na jugu in Asahikava v osrednji regiji. Druga pomembna središča prebivalstva so Tomakomai, Ivamizava, Kuširo, Obihiro, Kitami, Abaširi, Vakanai in Nemuro.

## Galerija
- Saporo
- Asahikava
- Hakodate
- Kuširo
- Obihiro
- Kitami
- Ivamizava
- Abaširi
- Vakanai
- Nemuro
- Rumoi

## Gospodarstvo
Čeprav je nekaj lahke industrije (predvsem papirništvo in pivovarstvo), je večina prebivalstva zaposlena v storitvenem sektorju. Leta 2001 so storitveni sektor in druge terciarne industrije ustvarile več kot tri četrtine bruto domačega proizvoda.
Kmetijstvo in druge primarne industrije igrajo veliko vlogo v gospodarstvu Hokaida. Hokaidō ima skoraj eno četrtino celotne japonske obdelovalne zemlje. Uvršča se na prvo mesto v državi v proizvodnji številnih kmetijskih proizvodov: pšenica, soja, krompir, sladkorna pesa, čebula, buče, koruza, surovim mlekom in govedino. Hokaidō predstavlja tudi 22 % japonskih gozdov z obsežno lesno industrijo. Prefektura je prva v državi po proizvodnji morskih proizvodov in ribogojstvu. Povprečna velikost kmetije na Hokaidu je leta 2013 znašala 26 hektarjev na kmeta, kar je skoraj 11-krat več od državnega povprečja, ki znaša 2,4 hektarja.
Turizem je pomembna gospodarska panoga, zlasti v hladnem poletnem času, ko odprti prostori Hokaida privabljajo obiskovalce iz bolj vročih in vlažnih delov Japonske in drugih azijskih držav. Pozimi smučanje in drugi zimski športi privabijo na otok druge turiste, vse bolj mednarodne.
Premogovništvo je imelo pomembno vlogo v industrijskem razvoju Hokaida z nahajališčem premoga Išikari. Mesta, kot je Muroran, so bila primarno razvita za oskrbo preostalega otočja s premogom.
Leta 2023 je Rapidus Corporation napovedala največjo poslovno naložbo Hokaida s 5 bilijonov jenov vrednim načrtom za izgradnjo tovarne za proizvodnjo polprevodnikov v Chitoseju. Pričakuje se, da bo stran sčasoma gostila več kot 1000 zaposlenih.